# Старгард
Ста̀ргард (на полски: Stargard; на латински: Stargardia; на немски: Stargard in Pommern, Stargard an der Ihna) е град в Северозападна Полша, Западнопоморско войводство. Административен център е на Старгардски окръг, както и на Старгардска община, без да е част от нея. Самият град е обособен в отделна градска община с площ 48,08 km2.

## География
Градът е разположен край река Ина на 40 км югоизточно от Шчечин.

## Население
Населението на града възлиза на 68 195 души (2017 г.). Гъстотата е 1418 души/км2.
Демография
- 1618 – 12 000 души
- 1720 – 400 души
- 1786 – 6243 души
- 1855 – 12 749 души
- 1913 – 28 000 души
- 1939 – 39 760 души
- 1946 – 9733 души
- 1950 – 20 684 души
- 1960 – 33 650 души
- 1970 – 44 460 души
- 1980 – 59 227 души
- 1990 – 70 952 души
- 2000 – 74 362 души
- 2009 – 69 951 души
- 2017 – 68 195 души

## Градове партньори
- Елмсхорн, Германия
- Салдус, Латвия
- Slagelse, Дания
- Щралзунд, Германия
- Wijchen, Нидерландия

## Фотогалерия
- Кметството
- Река Ина
- Младежки дом на културата